# Dylan Walsh
Dylan Walsh (Los Angeles, 17 november 1963) is een Amerikaans acteur.
Hij is voor het eerst getrouwd in 1996 met de actrice Melora Walters en ze hebben twee kinderen, Joanna en Thomas. In 2003 is hij gescheiden en een jaar later is hij hertrouwd met de actrice Joanna Going en ze hebben een dochter, Stella Haven.

## Filmografie
- Christmas Miracle (2007) - Jim
- One Part Sugar (2007) - Ray Tuckby
- The Lake House (2006) - Morgan
- Edmond (2005) - Ondervrager
- Antebody (2005) - Jacob Ambro
- Nip/Tuck (2003-2010) - Dr. Sean McNamara
- Blood Work (2002) - Detective John Waller
- Par 6 (2002) - Mac Hegelman
- Power Play (2002) - Matt Nash
- We Were Soldiers (2002) - Kapt. Robert Edwards
- Jet Boy (2001) - Boon Palmer
- Deadly Little Secrets (2001) - Cole Chamberlain
- Chapter Zero (1999) - Adam Lazarus
- Final Voyage (1999) - Aaron Carpenter
- Men (1997) - Teo Morrison
- Changing Habits (1997) - Felix Shepherd
- Eden (1996) (1996) - Bill Kunen
- Congo (1995) - Dr. Peter Elliot
- Nobody's Fool (1994) - Peter Sullivan
- Radio Inside (1994) - Michael
- Arctic Blue (1993) - Eric Desmond
- Betsy's Wedding (1990) - Jake Lovell
- Where the Heart Is (1990) - Tom
- Loverboy (1989) - Jory Talbot